# Rembrandtpark

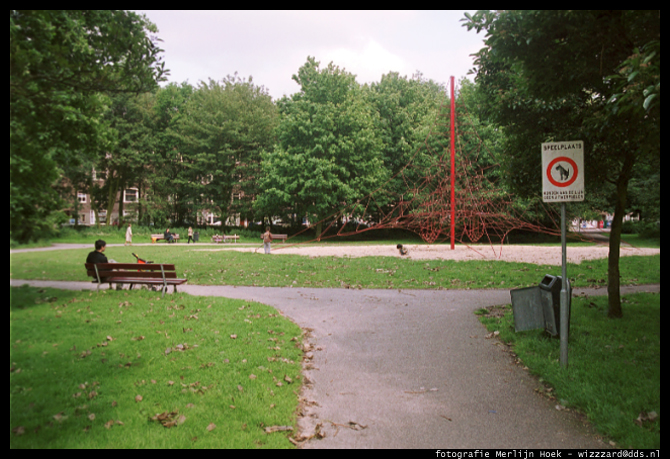
Speelplaats in Rembrandtpark (oude situatie)

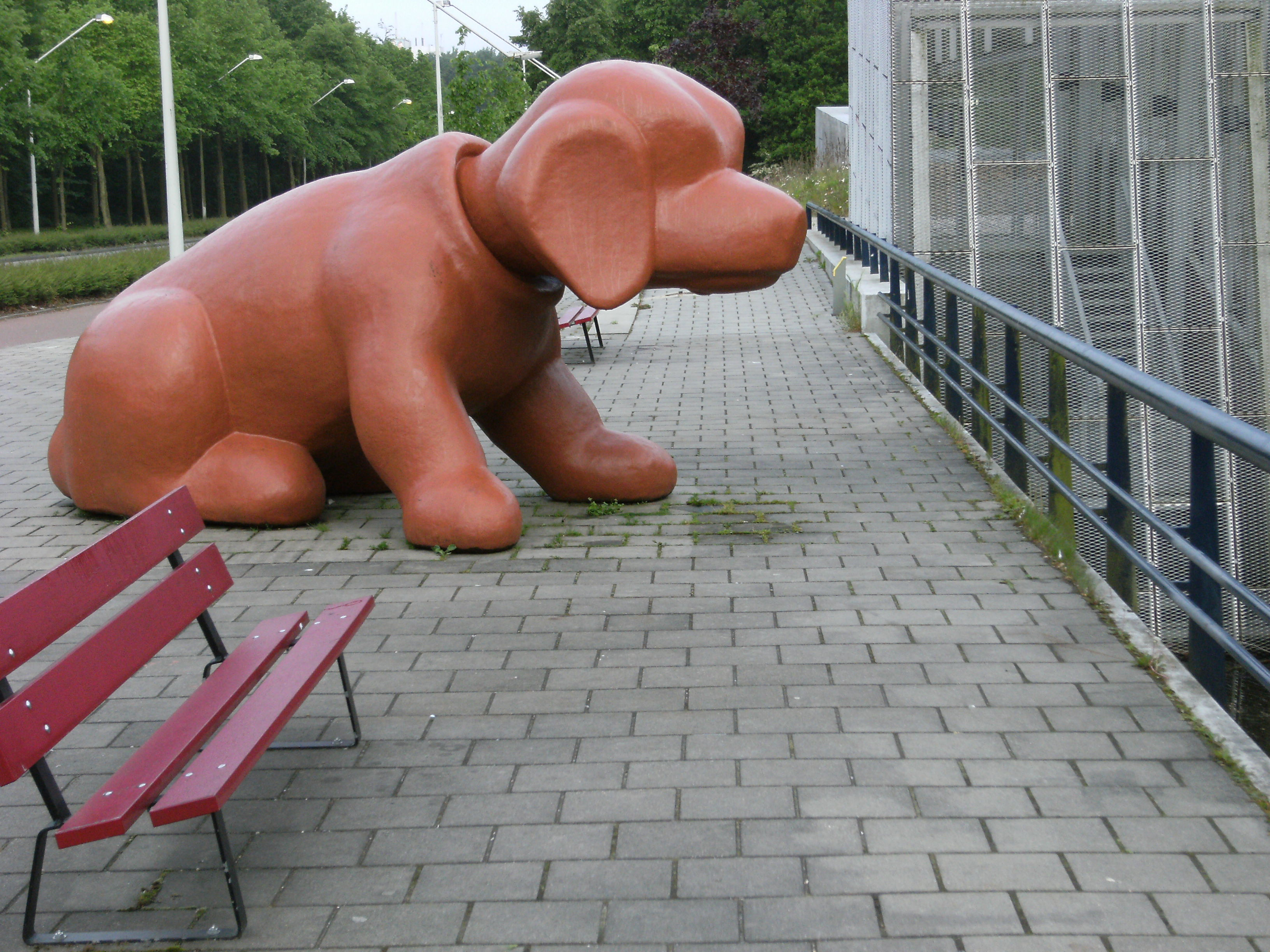
Kunstwerk van een van de twee 'hondjes' op het viaduct van de Postjesweg over het Rembrandtpark.

Het Rembrandtpark in Amsterdam Nieuw-West is een stadspark gelegen ten westen van de grens van de stadsbebouwing van voor 1940 en vormt in wezen de grens tussen Amsterdam Oud-West en Amsterdam Nieuw-West.

## Geschiedenis
Het park maakte al deel uit van het Algemeen Uitbreidingsplan (AUP) van Cornelis van Eesteren uit 1929 (schets) en 1935 (definitief). Van Eesteren situeerde het park tussen wat later de Westlandgracht en de Jan Evertsenstraat zou worden. De Postjesweg sneed daarbij het park al doormidden. Het park zou een grootte krijgen van 50 hectare. Tot in de jaren vijftig lag hier echter het tuinbouwgebied van de Sloterpolder. Na verplaatsing van de groentetuinders naar de Louwesweg en omgeving werd het terrein tot park ingericht. Het toekomstige park werd in 1958 vernoemd naar de beroemde schilder Rembrandt van Rijn. Het was bedoeld om de bewoners van Oud West enige mate van parkgroen te geven in de dicht bebouwde gebieden. Het kreeg een zusje in het Flevopark in Amsterdam-Oost. Het park zou een groene bufferzone tussen de gesloten bebouwing van de vooroorlogse stad en de open bebouwingsstructuur van de Westelijke Tuinsteden moeten vormen. Bij het verder ontwerpen ging men uit van een Ringweg-West (Einsteinweg) die op maaiveldniveau lag. In 1966 werd echter besloten dat dat onderdeel van de Rijksweg 10 op een dijklichaam zou komen te liggen; het zorgde ervoor dat het Rembrandtpark gevoelsmatig meer bij Oud-West (De Baarsjes) dan bij Nieuw-West kwam te horen. Op een ontwerptekening uit 1955 van Overtoomse Veld was de inrichting van de nieuwe woonbuurt al ingetekend, maar wat er met het park moest gebeuren is nog geheel blank gehouden.

## Inrichting
Een eerste voorstel tot inrichting dateert van ongeveer 1961. Tuinarchitect Egbert Mos, werkzaam bij de Dienst der Publieke Werken en later verantwoordelijk voor renovatie van het Vondelpark (1958/1959) kwam met een opgeruimd strak ingedeeld park. Vanwege geldgebrek ging dat plan de ijskast in. Dat uitstel zorgde ervoor dat het gebied verwilderde met stilstaande plassen en poelen met navenante muggenplagen. Het terrein gaf ook een onveilig gevoel, er werd illegaal afval gestort en nozems hielden er motorcrossen. Er waren dan wel geen definitieve plannen, maar er werd wel grondoppervlak van het park afgesnoept. Aan de westrand kwamen de Nachtwachtlaan en Staalmeesterslaan met torenflats en ook de twee kantoren van Piet Zanstra en collegae op initiatief van AKZO. Ook het kantoor van Nedlloyd haalde oppervlak weg, maar het Andreas Ziekenhuis nam de grootste hap uit het park; het gehele zuidelijke deel ten zuiden van de Cornelis Lelylaan ging daaraan op, op een strook langs de Westlandgracht na. Rond 1970 kwamen plannen voor een definitieve inrichting van de Dienst der Publieke Werken en landschapsarchitecte Janneke Willemsen/Janneke Theelen. Zij maakte een opzet met een verdeling tussen actieve recreatie (kinderboerderij, speeltuin etc.) in het noorden en passieve in het zuiden. Willemsen nam daarbij het Engels landschapspark als uitgangspunt. Door de actieve delen meer in de richting van de bebouwing te plaatsen, zorgde het vanzelf voor meer betrokkenheid van de bewoners van De Baarsjes. Er kwam aan de zijde van de Orteliuskade een hoofdverkeersroute voor voetgangers en fietsers met allerlei aftakkingen naar de oude en nieuwe wijken. Publieke Werken kwam met een aantal bruggen, die alle hetzelfde uiterlijk kregen. Donkere zware balken zorgden voor de overspanningen en balustraden. De bruggen kwamen dermate hoog te liggen dat in de winter eventuele schaatsers op de vijvers gehurkt onder de bruggen doorkonden. In 1973 was het park in beginsel af; het moest zelf verder (dicht) groeien. Desondanks werd nog een gedeelte afgenomen, voor de bouw van een Montessorischool (nabij Ringpark). Aan stadszijde kwam nog een buiteltuin, een initiatief van De Bijenkorf, waarvoor Group Ludic werd ingeschakeld met Martin Sjardijn (die buiteltuin verdween weer vanwege te kostbaar onderhoud).

## 21e eeuw
Het park verdween jarenlang uit beeld, maar wat ooit als ideaal werd gezien, werd later als ongewenst beschouwd. Door de wilde begroeiingen werd het park onveilig gevonden. Het Stadsdeel West ging zich met het beheer bemoeien en er werd flink gesnoeid. In de grond wijzigde het gehele park naar aanleiding van een verbeterplan. Dat plan kwam met het idee op honderden bomen te kappen. Er zouden er 900 sneuvelen, onder meer vanwege een te bouwen afslag van de Cornelis Lelylaan richting de wijk Andreas Ensemble op de plaats van het gesloopte Andreas Ziekenhuis. Belangengroep Rembrandtpark en Vereniging Vrienden van het Rembrandtpark wisten de kap grotendeels te voorkomen en ook de afslag kwam er niet. Er kwam een stroom aan verbeterplannen op gang, waarbij door fusies steeds andere stadsdelen (tot 2009 Slotervaart, daarna Nieuw-West) zich ermee bemoeiden. Ook begin 21e eeuw is het park aan steeds nieuwe aanpassingen toe. In de periode 2006-2007 vond er groot onderhoud plaats in het park. Op diverse plaatsen is geprobeerd de wateroverlast bij regen op te lossen door nieuwe vijvertjes en sloten. Verder werden bosschages en waterkanten gerestaureerd en opnieuw aangeplant, prullenbakken en bankjes vervangen en zijn er bij toegangswegen informatieborden geplaatst. Ook is de speelplaats ter hoogte van de Willem Schoutenstraat vernieuwd en uitgebreid. Ook werd door de bouw van woonwijk Andreas Ensemble een nieuwe afwatering (Ruigtebeek) noodzakelijk; ze verhuisde van de westzijde naar de oostzijde.

## Onderdelen
Onderdelen van het park zijn:
- ’t Landje; een plek waar kinderen de dienst uitmaken met de bouw van boomhutten etc.; eris ook een ponystalling, er kunnen kinderfeestjes gehouden worden etc.
- School(werk)tuinen aan de kant van de Jan Evertsenstraat
- Kinderboerderij 'de Uylenburg' (vernoemd naar Saskia van Uylenburgh, vrouw van Rembrandt), de oudste kinderboerderij van Amsterdam
- Kunstwerk Twee hondjes en betonplastieken op brug 673 in de Postjesweg
- Kunstwerk Rembo
- Kunstwerk Wolk
- Kunstwerk Zwaan
- Boostergemaal Gerrit Hoekstra
- Duizendste brug, de duizendste brug in Amsterdam
- Watermuur Rembrandtpark